# محكمة العدل الدولية
محكمة العدل الدولية (بالإنجليزية: International Court of Justice) واختصاراً: ICJ، (بالفرنسية: Cour internationale de Justice) ويُشار إليها بصورة شائعة باسم المحكمة العالمية هي الهيئة القضائية الرئيسية لمنظمة الأمم المتحدة. وتتخذ من قصر السلام بمدينة لاهاي في هولندا مقرًا لها.
وهي الجهاز الوحيد من بين الأجهزة الستة للأمم المتحدة الذي لا يتخذ من نيويورك مقراً له .
أُسست عام 1945، وبدأت أعمالها في العام اللاحق، وحلّت محل المحكمة الدائمة للعدالة الدولية. وتجدر الإشارة إلى ضرورة التمييز ما بين محكمة العدل الدولية والمحكمة الجنائية الدولية.
لمحكمة العدل الدولية نشاط قضائي واسع، فتَفْصل طبقًا لأحكام القانون الدولي في النزاعات القانونية التي تنشأ بين الدول، كما تمارس وظيفةً استشارية بإصدار الفتاوى للجهات التي تحال إليها من هيئات الأمم المتحدة ووكالاتها المتخصصة. وتعد الأحكام الصادرة عن المحكمة قليلةً نسبياً، لكنها شهدت بعض النشاط ابتداء من مطلع الثمانينيات، وقد سحبت الولايات المتحدة الأمريكية اعترافها بالسلطة القضائية الإلزامية لهذه المحكمة، مما يعني بأنها تلتزم بما تقبله من قرارات المحكمة وتتحلل مما لا تقبله منها!
تتألف المحكمة من 15 قاضياً، تنتخبهم الجمعية العامة للأمم المتحدة ومجلس الأمن، لمدة تسع سنوات، ويمكن إعادة انتخاب الأعضاء. يُنتخب ثلث الأعضاء كل ثلاث سنوات. ولا يسمح بوجود قاضيين يحملان نفس الجنسية، وفي حال توفي أحد القضاة الأعضاء، يُعاد انتخاب قاض بديل يحمل نفس جنسية المتوفي فيشغل كرسيه حتى نهاية فترته. ويجب أن يمثل القضاة كل الحضارات والأنظمة القانونية الرئيسية في العالم. لغتا العمل الرسميتان هما الإنجليزية والفرنسية.
منذ دخول قضيتها الأولى في 22 مايو / أيار 1947، نظرت محكمة العدل الدولية في 178 قضية حتى نوفمبر / تشرين الثاني 2019.
ويشترط في القضاة وبحسب النظام الأساسي لمحكمة العدل الدولية أن يكونوا «مستقلين ينتخبون من الأشخاص ذوي الصفات الخلقية العالية الحائزين في بلادهم للمؤهلات المطلوبة للتعيين في أرفع المناصب القضائية، أو من المشرعين المشهود لهم بالكفاية في القانون الدولي وكل هذا بغض النظر عن جنسيتهم.». يمكن عزل القاضي عن كرسيه فقط بموجب تصويت سري يجريه أعضاء المحكمة. وقد شككت الولايات المتحدة بنزاهة القضاة إبان قضية نيكاراغوا، عندما ادعت أنها تمتنع عن تقديم أدلة حساسة بسبب وجود قضاة في المحكمة ينتمون إلى دول الكتلة الشرقية.
يجوز للقضاة أن يقدموا حكماً مشتركاً أو أحكاماً مستقلة حسب آراء كل منهم. وتؤخذ القرارات وتقدم الاستشارات وفق نظام الأغلبية، وفي حال تساوي الأصوات، يعد صوت رئيس المحكمة مرجحاً.
تسمى غالبًا المحكمة العالمية وهي أعلى وكالة قضائية في هيئة الأمم المتحدة. وهي توفر وسائل سلمية لحل النزاعات القانونية الدولية. وتعالج فقط القضايا التي تتقدم بها الدول وتستند قراراتها على مبادئ القانون الدولي ولا تقبل الاستئناف. وتستمع المحكمة إلى عدد قليل نسبيًا من القضايا. ولكن كثيرًا من النزاعات بين الحكومات تسوى في محاكم دولية أخرى، أو محاكم قومية مستندة إلى القانون الدولي. لا تَمْثُل أية دولة أمام المحكمة، ما لم تكن راغبة في ذلك.
تجدر الإشارة إلى أن قرارات محكمة العدل الدولية قد لا تخرج إلى حيّز التنفيذ وتبقى ذات دلالة رمزية في حال نقضت قرارها إحدى دول حق النقض عبر مجلس الأمن؛ مما يشكّل امتعاضًا وانتقادًا موجها ضد هذه المنظومة.

## التاريخ
كانت أول مؤسسة دائمة تأسست لغرض تسوية النزاعات الدولية هي محكمة التحكيم الدائمة (PCA)، التي أنشأها مؤتمر لاهاي للسلام عام 1899. شارك في المؤتمر، بمبادرة من القيصر الروسي نيكولاس الثاني، جميع القوى الكبرى في العالم، بالإضافة إلى العديد من الدول الأصغر، وأسفر عن أولى المعاهدات متعددة الأطراف المعنية بإدارة الحرب. ومن بين هذه الاتفاقيات اتفاقية التسوية السلمية للمنازعات الدولية، التي حددت الإطار المؤسسي والإجرائي لإجراءات التحكيم، والتي عقدت في لاهاي بهولندا. على الرغم من أن الإجراءات ستدعم من قبل مكتب دائم - تكون وظائفه معادلة لوظائف السكرتارية أو سجل المحكمة - سيُعين المحكمين من قبل الدول المتنازعة من مجموعة أكبر يوفرها كل عضو في الاتفاقية. تأسست محكمة التحكيم الدائمة في عام 1900 وبدأت إجراءاتها في عام 1902.
قام مؤتمر السلام الثاني في لاهاي عام 1907  م، والذي ضم معظم الدول ذات السيادة في العالم، بمراجعة الاتفاقية وتعزيز القواعد التي تحكم إجراءات التحكيم أمام محكمة التحكيم الدائمة. خلال هذا المؤتمر، قدمت الولايات المتحدة وبريطانيا العظمى وألمانيا اقتراحًا مشتركًا لمحكمة دائمة يعمل قضاتها بدوام كامل. نظرًا لأن المندوبين لم يتمكنوا من الاتفاق على كيفية اختيار القضاة، فقد عُلق الأمر مؤقتًا في انتظار اتفاق يُعتمده في مؤتمر لاحق.
أثرت مؤتمرات لاهاي للسلام والأفكار التي انبثقت عنها في إنشاء محكمة عدل أمريكا الوسطى، التي تأسست عام 1908  م كواحدة من أولى الهيئات القضائية الإقليمية. وضعت خطط ومقترحات مختلفة بين عامي 1911 و1919 لإنشاء محكمة قضائية دولية، والتي لن تتحقق في تشكيل نظام دولي جديد بعد الحرب العالمية الأولى.

### محكمة العدل الدولية الدائمة
أدى إراقة الدماء غير المسبوقة في الحرب العالمية الأولى إلى إنشاء عصبة الأمم، التي أنشأها مؤتمر باريس للسلام عام 1919  م كأول منظمة حكومية دولية عالمية تهدف إلى الحفاظ على السلام والأمن الجماعي. دعت المادة 14 من ميثاق العصبة إلى إنشاء محكمة دائمة للعدل الدولي (PCIJ)، والتي ستكون مسؤولة عن الفصل في أي نزاع دولي يُقدم إليها من قبل الأطراف المتنازعة، بالإضافة إلى تقديم رأي استشاري بشأن أي نزاع أو سؤال مشار إليه لها من قبل عصبة الأمم.
في كانون الأول / ديسمبر 1920، وبعد عدة مسودات ومناقشات، تبنى مؤتمر العصبة بالإجماع النظام الأساسي للجنة الدائمة، والذي تم التوقيع والمصادقة عليه في العام التالي من قبل غالبية الأعضاء. من بين أمور أخرى، حل النظام الأساسي الجديد القضايا الخلافية المتعلقة باختيار القضاة من خلال النص على أن ينتخب القضاة من قبل كل من المجلس والجمعية العامة بشكل متزامن ولكن بشكل مستقل. سيعكس تكوين المحكمة الدائمة للعدل الدولي «الأشكال الرئيسية للحضارة والنظم القانونية الرئيسية في العالم». ستُوضع المحكمة الدائمة للعدل الدولي بشكل دائم في قصر السلام في لاهاي، إلى جانب محكمة التحكيم الدائمة.
تمثل المحكمة الدائمة للعدل الدولي ابتكارًا رئيسيًا في الفقه الدولي بعدة طرق:
- على عكس هيئات التحكيم الدولية السابقة، كانت هيئة دائمة تحكمها أحكامها القانونية وقواعدها الإجرائية
- كان لديها سجل دائم يعمل كحلقة وصل مع الحكومات والهيئات الدولية؛
- كانت إجراءاتها علنية إلى حد كبير، بما في ذلك المرافعات والحجج الشفوية وجميع الأدلة الوثائقية؛
- كانت في متناول جميع الدول ويمكن أن تعلن من قبل الدول أن لديها اختصاص قضائي إلزامي على النزاعات؛
- كانت النظام الأساسي المحكمة الدائمة للعدل الدولي أول من سرد مصادر القانون التي يمكن الاعتماد عليها، والتي بدورها أصبحت مصادر القانون الدولي
- كان القضاة أكثر تمثيلاً للعالم وأنظمته القانونية من أي هيئة قضائية دولية سابقة.
- بصفتها هيئة دائمة، ستتخذ محكمة العدل الدولية، بمرور الوقت، سلسلة من القرارات والأحكام التي من شأنها تطوير القانون الدولي

على عكس محكمة العدل الدولية، لم تكن المحكمة الدائمة للعدل الدولي جزءًا من العصبة، ولم يكن أعضاء العصبة تلقائيًا طرفًا في نظامها الأساسي. الولايات المتحدة، التي لعبت دورًا رئيسيًا في كل من مؤتمر لاهاي الثاني للسلام ومؤتمر باريس للسلام، لم تكن عضوًا في العصبة، على الرغم من أن العديد من مواطنيها عملوا كقضاة في المحكمة.
منذ جلسته الأولى في عام 1922  م حتى عام 1940  م، تعاملت اللجنة مع 29 نزاعًا بين الدول وأصدرت 27 رأيًا استشاريًا. وقد انعكس قبول المحكمة الواسع النطاق من خلال حقيقة أن عدة مئات من المعاهدات والاتفاقات الدولية منحت المحكمة الاختصاص القضائي على فئات معينة من النزاعات. بالإضافة إلى المساعدة في حل العديد من النزاعات الدولية الخطيرة، ساعدت اللجنة في توضيح العديد من نقاط الغموض في القانون الدولي التي ساهمت في تطويره.
لعبت الولايات المتحدة دورًا رئيسيًا في إنشاء المحكمة العالمية لكنها لم تنضم إليها أبدًا. أيد كل من الرؤساء ويلسون وهاردينج وكوليدج وهوفر وروزفلت العضوية، لكنه كان من المستحيل الحصول على أغلبية 2/3 في مجلس الشيوخ من أجل المعاهدة.

### إنشاء محكمة العدل الدولية
بعد ذروة نشاطها في عام 1933  م، بدأت المحكمة الدائمة للعدل الدولي في التقهقر في أنشطتها بسبب التوتر الدولي المتزايد والانعزالية التي ميزت تلك الحقبة. وضعت الحرب العالمية الثانية حداً فعلياً للمحكمة، التي عقدت آخر جلسة علنية لها في ديسمبر 1939 وأصدرت أوامرها الأخيرة في فبراير 1940. في عام 1942  م، أعلنت الولايات المتحدة والمملكة المتحدة دعمهما المشترك لإنشاء أو إعادة إنشاء محكمة دولية بعد الحرب، وفي عام 1943  م، ترأست المملكة المتحدة لجنة من القانونيين من جميع أنحاء العالم، «لجنة الحلفاء»، لمناقشة المادة. أوصى تقريرها ل عام 1944  م بما يلي:
- يجب أن يستند النظام الأساسي لأي محكمة دولية جديدة إلى النظام الأساسي لمحكمة العدل الدولية في فلسطين.
- يجب أن تحتفظ المحكمة الجديدة باختصاص استشاري؛
- يجب أن يكون قبول اختصاص المحكمة الجديدة طوعياً؛
- يجب أن تتعامل المحكمة فقط مع الأمور القضائية وليس السياسية

بعد عدة أشهر، أصدر مؤتمر لقوى الحلفاء الكبرى - الصين، والاتحاد السوفيتي، والمملكة المتحدة، والولايات المتحدة - إعلانًا مشتركًا يعترف بضرورة «إنشاء منظمة دولية عامة في أقرب وقت ممكن عمليًا، على أساس مبدأ المساواة في السيادة بين جميع الدول المحبة للسلام، ومفتوحة لعضوية جميع هذه الدول، كبيرها وصغيرها، لصون السلم والأمن الدوليين».
نشر مؤتمر الحلفاء التالي في دمبارتون أوكس بالولايات المتحدة مقترحًا في أكتوبر 1944 دعا إلى إنشاء منظمة حكومية دولية تضم محكمة دولية. عُقد اجتماع بعد ذلك في واشنطن العاصمة في أبريل 1945، شارك فيه 44 من فقهاء القانون من جميع أنحاء العالم لصياغة قانون للمحكمة المقترحة. كان مشروع النظام الأساسي مشابهًا إلى حد كبير لمشروع محكمة العدل الدولية، وكان هناك تساؤل حول ما إذا كان ينبغي إنشاء محكمة جديدة. خلال مؤتمر سان فرانسيسكو، الذي انعقد في الفترة من 25 أبريل إلى 26 يونيو 1945 وشارك فيه 50 دولة، تقرر إنشاء محكمة جديدة تمامًا كجهاز رئيسي للأمم المتحدة الجديدة. سيشكل النظام الأساسي لهذه المحكمة جزءًا لا يتجزأ من ميثاق الأمم المتحدة، الذي من أجل الحفاظ على الاستمرارية، نص صراحة على أن النظام الأساسي لمحكمة العدل الدولية يستند إلى النظام الأساسي لمحكمة العدل الدولية.
وبناءً على ذلك، اجتمع المحكمة الدائمة للعدل الدولي للمرة الأخيرة في أكتوبر 1945 وقرر نقل أرشيفه إلى خليفته، والذي سيحل محله في قصر السلام. استقال قضاة محكمة العدل الدولية في 31 كانون الثاني / يناير 1946، مع انتخاب أول أعضاء لمحكمة العدل الدولية في شباط / فبراير التالي في الدورة الأولى للجمعية العامة للأمم المتحدة ومجلس الأمن. في أبريل 1946، حُلت المحكمة الدائمة للعدل الدولي رسميًا، وانتخبت محكمة العدل الدولية، في اجتماعها الأول، رئيسًا خوسيه غوستافو غيريرو من السلفادور، والذي كان قد شغل منصب الرئيس الأخير للمحكمة الدائمة للعدل الدولي. كما عينت المحكمة أعضاء مكتبها، والذين ينتمون إلى حد كبير إلى مكتب المحكمة الدائمة للعدل الدولي، وعقدت جلسة عامة افتتاحية في وقت لاحق من ذلك الشهر.
رُفعت القضية الأولى في مايو 1947 من قبل المملكة المتحدة ضد ألبانيا بشأن حوادث في قناة كورفو.

## أنشطة

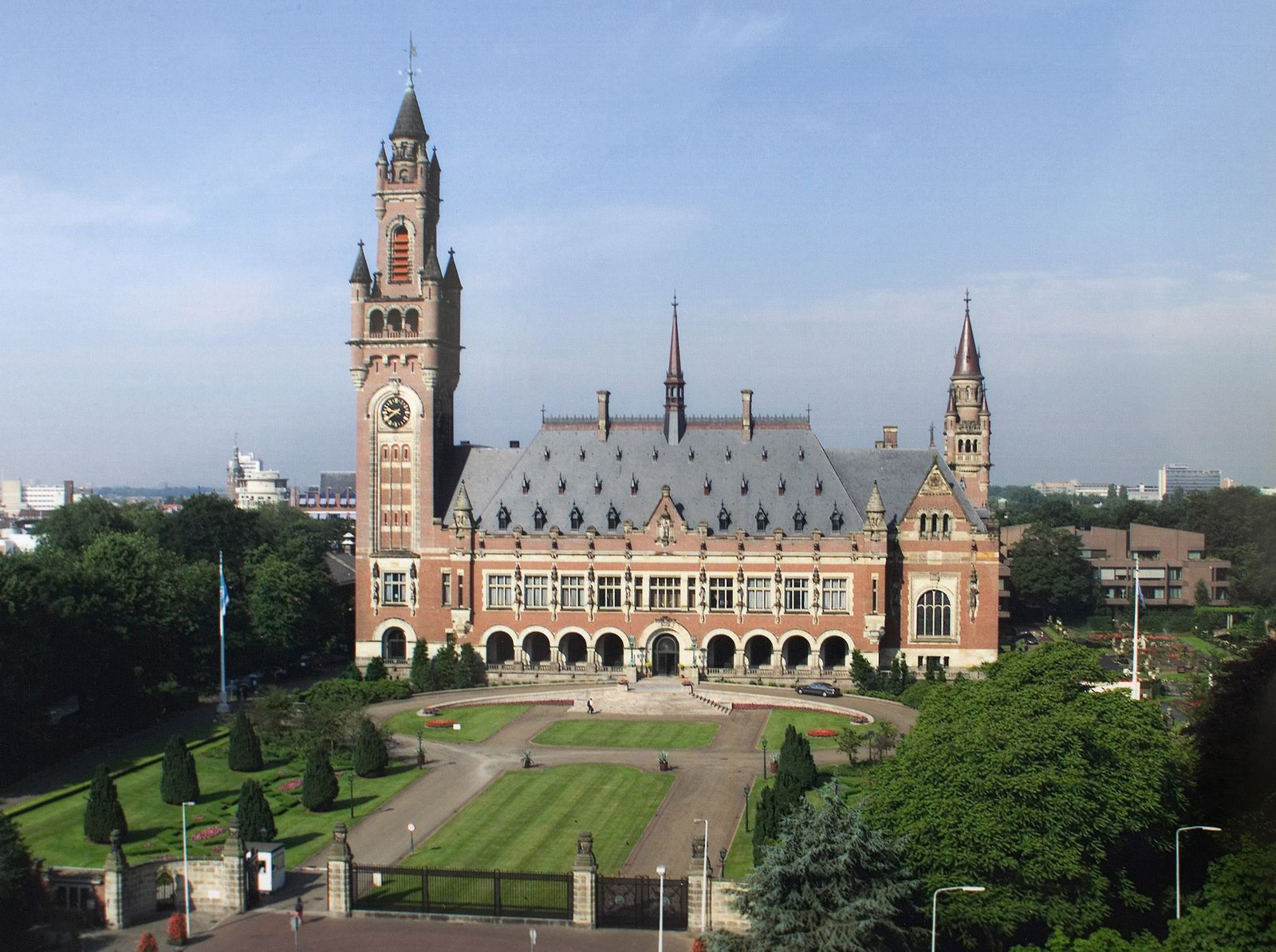
قصر السلام في لاهاي بهولندا مقر محكمة العدل الدولية

تأسست المحكمة عام 1945 بموجب ميثاق الأمم المتحدة، وبدأت عملها عام 1946 خلفًا لمحكمة العدل الدولية الدائمة. النظام الأساسي لمحكمة العدل الدولية، على غرار النظام السابق له، هو الوثيقة الدستورية الرئيسية التي تشكل المحكمة وتنظمها.
يغطي عبء عمل المحكمة مجموعة واسعة من الأنشطة القضائية. بعد أن قضت المحكمة بأن حرب الولايات المتحدة السرية ضد نيكاراغوا تنتهك القانون الدولي(1)، انسحبت الولايات المتحدة من الاختصاص القضائي الإجباري في عام 1986 لقبول اختصاص المحكمة فقط على أساس تقديري. يصرح الفصل الرابع عشر من ميثاق الأمم المتحدة لمجلس الأمن التابع للأمم المتحدة بتنفيذ أحكام المحاكم. ومع ذلك، يخضع هذا الإنفاذ لحق النقض للأعضاء الخمسة الدائمين في المجلس، والذي استخدمته الولايات المتحدة في قضية نيكاراغوا.

## تشكيل
تتألف محكمة العدل الدولية من خمسة عشر قاضياً ينتخبهم الجمعية العامة للأمم المتحدة ومجلس الأمن التابع للأمم المتحدة لمدة تسع سنوات من قائمة الأشخاص الذين رشحتهم المجموعات الوطنية في محكمة التحكيم الدائمة. ضُبطت عملية الانتخاب في المواد من 4 إلى 19 من النظام الأساسي لمحكمة العدل الدولية. تجري الانتخابات على مراحل، حيث يُنتخب خمسة قضاة كل ثلاث سنوات لضمان الاستمرارية داخل المحكمة. عمومًا، في حالة وفاة القاضي وهو في منصبه يُنتخب قاض في انتخابات خاصة لإكمال الفترة. يحق لقضاة محكمة العدل الدولية أن يتمتعوا بلقب صاحب السعادة.
لا يجوز أن يكون هناك قاضيان من نفس البلد. فوفقًا للمادة 9، من المفترض أن تمثل عضوية المحكمة «الأشكال الرئيسية للحضارة والنظم القانونية الرئيسية في العالم». في الأساس، كان هذا يعني القانون العام والقانون المدني والقانون الاشتراكي.(2)
هناك تفاهم غير رسمي على أن المقاعد ستوزع حسب المناطق الجغرافية بحيث يكون هناك خمسة مقاعد للدول الغربية، وثلاثة للدول الأفريقية(3)، ومقعدان لدول أوروبا الشرقية، وثلاث لدول آسيوية واثنتان لدول أمريكا اللاتينية ومنطقة البحر الكاريبي. في معظم تاريخ المحكمة، كان للأعضاء الخمسة الدائمين في مجلس الأمن التابع للأمم المتحدة(4) دائمًا قاضٍ يعمل، وبالتالي يشغلون ثلاثة من المقاعد الغربية، أحد المقاعد الآسيوية وأحد مقاعد أوروبا الشرقية. كانت الاستثناءات هي عدم وجود قاضٍ في المحكمة من الصين من عام 1967  م إلى عام 1985  م، وخلال هذه الفترة لم تتقدم الصين بمرشح، وسُحب القاضي البريطاني السير كريستوفر غرينوود كمرشح للانتخابات لفترة ثانية مدتها تسع سنوات على المحكمة. في عام 2017  م، لم يترك أي قاض من المملكة المتحدة في المحكمة. حصل غرينوود على دعم من مجلس الأمن الدولي لكنه فشل في الحصول على الأغلبية في الجمعية العامة للأمم المتحدة. بدلا من ذلك شغل القاضي الهندي دالفير بهانداري المقعد.
تنص المادة 6 من النظام الأساسي على أنه ينبغي «انتخاب جميع القضاة بغض النظر عن جنسيتهم من بين أشخاص ذوي شخصية أخلاقية عالية» ممن هم إما مؤهلين لشغل أعلى منصب قضائي في بلدانهم الأصلية أو معروفين كمحامين يتمتعون بالكفاءة الكافية في القانون الدولي. تتناول المواد من 16 إلى 18 على وجه التحديد استقلال القضاء. قضاة محكمة العدل الدولية غير قادرين على شغل أي منصب آخر أو العمل كمستشارين. في الممارسة العملية، أعضاء المحكمة لديهم تفسيرهم الخاص لهذه القواعد والسماح لهم بالمشاركة في التحكيم الخارجي وشغل مناصب مهنية طالما لا يوجد تضارب في المصالح. لا يجوز عزل القاضي إلا بإجماع أعضاء المحكمة الآخرين. على الرغم من هذه الأحكام، فإن استقلالية قضاة محكمة العدل الدولية كانت موضع تساؤل. على سبيل المثال، خلال قضية نيكاراغوا، أصدرت الولايات المتحدة بيانًا يشير إلى أنها لا تستطيع تقديم مادة حساسة إلى المحكمة بسبب وجود قضاة من الكتلة السوفيتية.
يجوز للقضاة إصدار أحكام مشتركة أو إبداء آرائهم المنفصلة. القرارات والآراء الاستشارية هي بالأغلبية، وفي حالة وجود انقسام متساو، يصبح تصويت الرئيس حاسمًا، وهو ما حدث في شرعية استخدام دولة للأسلحة النووية في نزاع مسلح(5). يمكن للقضاة أيضًا تقديم آراء مخالفة منفصلة.

### القضاةالخاصون
تبعًا لإجراءات حددتها المادة 31 من النظام الأساسي، يُمكن للقضاة الخاصين النظر في القضايا الخلافية أمام المحكمة. يسمح النظام لأي طرف في قضية خلافية(6) لاختيار شخص إضافي واحد ليكون قاضيًا في تلك القضية فقط. ومن ثم فمن الممكن أن يجلس ما يصل إلى سبعة عشر قاضياً في قضية واحدة.
قد يبدو النظام غريبًا عند مقارنته بإجراءات المحاكم المحلية، لكن الغرض منه هو تشجيع الدول على تقديم القضايا. على سبيل المثال، إذا كانت الدولة تعلم أنه سيكون لديها موظف قضائي يمكنه المشاركة في المداولات وتقديم المعرفة المحلية للقضاة الآخرين وفهم منظور الدولة، فقد تكون أكثر استعدادًا للخضوع للاختصاص القضائي للمحكمة. على الرغم من أن هذا النظام لا يتوافق بشكل جيد مع الطبيعة القضائية للمجلس، إلا أنه عادة ما يكون ذو نتائج عملية قليلة. يُصوت القضاة الخاصون عادة (وليس دائما) لصالح الدولة التي عينتهم، وبالتالي إلغاء بعضها البعض.

### الغرف
عمومًا، تنعقد المحكمة محكمة كلية، ولكن في الخمسة عشر عامًا الماضية، انعقدت في بعض الأحيان غرفةً. تسمح المواد 26-29 من النظام الأساسي للمحكمة بتشكيل غرف أصغر، عادة ما تكون من 3 أو 5 قضاة، للنظر في القضايا. يوجد نوعين من الغرف بموجب المادة (26): أولا، غرف للفئات الخاصة من الحالات، والثانية، وغرف مخصصة للنظر في نزاعات معينة. في عام 1993  م، أنشأت غرفة خاصة، بموجب المادة 26 (1) من النظام الأساسي لمحكمة العدل الدولية، للتعامل على وجه التحديد مع المسائل البيئية.(7)
تُعقد الغرف المخصصة بشكل متكرر. على سبيل المثال، استخدمت الغرف لسماع قضية خليج مين (كندا / الولايات المتحدة). في هذه الحالة، أوضح الطرفان أنهما سيسحبان القضية ما لم تعين المحكمة قضاة في الغرفة المقبولة للأطراف. قد يكون للأحكام الصادرة عن الغرف سلطة أقل من أحكام المحكمة الكلية أو تقلل من التفسير الصحيح للقانون الدولي العالمي المستنير من خلال مجموعة متنوعة من وجهات النظر الثقافية والقانونية. من ناحية أخرى، قد يشجع استخدام الغرف على اللجوء إلى المحكمة بشكل أكبر وبالتالي يعزز حل النزاعات الدولية.

### التشكيلة الحالية
اعتبارًا من 22 يونيو 2018, تشكيل المحكمة على النحو التالي:
| اسم                             | الجنسية          | المنصب        | بداية الفترة | نهاية الفترة |
| ------------------------------- | ---------------- | ------------- | ------------ | ------------ |
| عبد القوي يوسف                  | الصومال          | الرئيس a      | 2009         | 2027         |
| شيويه هانكين                    | الصين            | نائب الرئيس a | 2010         | 2021         |
| بيتر تومكا                      | سلوفاكيا         | عضو           | 2003         | 2021         |
| روني ابراهام                    | فرنسا            | عضو           | 2005         | 2027         |
| محمد بنونة                      | المغرب           | عضو           | 2006         | 2024         |
| أنطونيو أوغوستو كانسادو ترينداد | البرازيل         | عضو           | 2009         | 2027         |
| يونيو دونوجو                    | الولايات المتحدة | عضو           | 2010         | 2024         |
| جورجيو جاجا                     | إيطاليا          | عضو           | 2012         | 2021         |
| جوليا سيبوتيندي                 | أوغندا           | عضو           | 2012         | 2021         |
| دالفير بهانداري                 | الهند            | عضو           | 2012         | 2027         |
| باتريك ليبتون روبنسون           | جامايكا          | عضو           | 2015         | 2024         |
| جيمس كروفورد                    | أستراليا         | عضو           | 2015         | 2024         |
| جورج نولتي                      | ألمانيا          | عضو           | 2021         | 2030         |
| كيريل جيفورجيان                 | روسيا            | عضو           | 2015         | 2024         |
| نواف سلام                       | لبنان            | رئيساً         | 2018         | 2027         |
| يوجي إيواساوا                   | اليابان          | عضو           | 2018         | 2021         |
| فيليب جوتييه                    | بلجيكا           | المسجل        | 2019         | 2026         |

### الرؤساء
| #  | الرئيس                      | البداية | النهاية | الدولة           |
| -- | --------------------------- | ------- | ------- | ---------------- |
| 1  | خوسيه غوستافو غيريرو        | 1946    | 1949    | السلفادور        |
| 2  | جول باسديفانت               | 1949    | 1952    | فرنسا            |
| 3  | أرنولد ماكنير               | 1952    | 1955    | المملكة المتحدة  |
| 4  | جرين هاكورث                 | 1955    | 1958    | الولايات المتحدة |
| 5  | هيلج كلاستاد                | 1958    | 1961    | النرويج          |
| 6  | بوهدان وينارسكي             | 1961    | 1964    | بولندا           |
| 7  | بيرسي سبندر                 | 1964    | 1967    | أستراليا         |
| 8  | خوسيه بوستامانتي ص ريفيرو   | 1967    | 1970    | بيرو             |
| 9  | محمد ظفر الله خان           | 1970    | 1973    | باكستان          |
| 10 | مانفريد لاتش                | 1973    | 1976    | بولندا           |
| 11 | إدواردو خيمينيز دي أريتشاغا | 1976    | 1979    | الأوروغواي       |
| 12 | همفري والدوك                | 1979    | 1981    | المملكة المتحدة  |
| 13 | تسليم الياس                 | 1982    | 1985    | نيجيريا          |
| 14 | ناجيندرا سينغ               | 1985    | 1988    | الهند            |
| 15 | خوسيه رودا                  | 1988    | 1991    | الأرجنتين        |
| 16 | روبرت جينينغز               | 1991    | 1994    | المملكة المتحدة  |
| 17 | محمد بجاوي                  | 1994    | 1997    | الجزائر          |
| 18 | ستيفين شويبل                | 1997    | 2000    | الولايات المتحدة |
| 19 | غيلبرت ويليام               | 2000    | 2003    | فرنسا            |
| 20 | شي جيويونج                  | 2003    | 2006    | الصين            |
| 21 | روزالين هيغينز              | 2006    | 2009    | المملكة المتحدة  |
| 22 | هيساشي أوادا                | 2009    | 2012    | اليابان          |
| 23 | بيتر توميك                  | 2012    | 2015    | سلوفاكيا         |
| 24 | روني أبراهام                | 2015    | 2018    | فرنسا            |
| 25 | عبد القوي يوسف              | 2018    | 2021    | الصومال          |
| 26 | نواف سلام                   | 2024    |         | لبنان            |

## الاختصاص القضائي
| الأطراف عندما تصبح عضوا في الأمم المتحدة الأطراف قبل انضمامها إلى الأمم المتحدة بموجب المادة 93 دول مراقبة في الأمم المتحدة ليست أطرافا |

كما هو مذكور في المادة 93 من ميثاق الأمم المتحدة، فإن جميع أعضاء الأمم المتحدة الـ193 هم أطراف بشكل تلقائي في النظام الأساسي للمحكمة. كما يجوز للأعضاء من خارج الأمم المتحدة أن يصبحوا أطرافاً في النظام الأساسي للمحكمة بموجب إجراء المادة 93 (2). على سبيل المثال، قبل أن تصبح دولة عضو في الأمم المتحدة، استخدمت سويسرا هذا الإجراء في عام 1948  م لتصبح طرفًا، وأصبحت ناورو طرفًا في عام 1988  م. بمجرد أن تصبح الدولة طرفًا في النظام الأساسي للمحكمة، يحق لها المشاركة في القضايا المعروضة على المحكمة. ومع ذلك، فإن كونها طرفًا في النظام الأساسي لا يمنح المحكمة تلقائيًا الاختصاص القضائي في النزاعات التي تشمل هؤلاء الأطراف. يُنظر في مسألة الاختصاص في الأنواع الثلاثة من قضايا محكمة العدل الدولية: القضايا الخلافية، والاختصاص العرضي، والفتاوى.

### القضايا الخلافية
في القضايا الخلافية(8)، تُصدر محكمة العدل الدولية حكمًا مُلزمًا بين الدول التي توافق على الخضوع لحكم المحكمة. الدول فقط هي التي يجوز أن تكون أطرافا في القضايا الخلافية ويُستبعد الأفراد والشركات والأجزاء المكونة للدولة الفيدرالية والمنظمات غير الحكومية وأجهزة الأمم المتحدة وجماعات حق تقرير المصير من المشاركة المباشرة في القضايا على الرغم من أن المحكمة قد تتلقى معلومات من المنظمات الدولية العامة. هذا لا يمنع المصالح غير الحكومية من أن تكون موضوع الإجراءات إذا رفعت دولة قضية ضد دولة أخرى. على سبيل المثال، يجوز للدولة، في حالات «الحماية الدبلوماسية»، رفع قضية نيابة عن أحد مواطنيها أو شركاتها.
غالبًا ما يكون الاختصاص القضائي سؤالًا حاسمًا للمحكمة في القضايا الخلافية. المبدأ الأساسي هو أن محكمة العدل الدولية لها اختصاص فقط على أساس الموافقة. تحدد المادة 36 أربعة أسس يمكن على أساسها تأسيس اختصاص المحكمة:
- أولاً، تنص المادة 36 (1) على أنه يجوز للأطراف إحالة القضايا إلى المحكمة.(9) تعتمد هذه الطريقة على الموافقة الصريحة بدلاً من الاختصاص القضائي الإجباري الحقيقية. ربما يكون هذا هو الأساس الأكثر فاعلية لاختصاص المحكمة لأن الأطراف المعنية لديها رغبة في حل النزاع من قبل المحكمة وبالتالي من المرجح أن تمتثل لحكم المحكمة.
- ثانيًا، تمنح المادة 36 (1) أيضًا المحكمة اختصاصًا بشأن «المسائل المنصوص عليها تحديدًا... في المعاهدات والاتفاقيات السارية». تحتوي معظم المعاهدات الحديثة على بند حل وسط، ينص على تسوية المنازعات من قبل محكمة العدل الدولية.[35] لم تكن القضايا المبنية على بنود تسوية فعالة مثل القضايا التي تأسست على اتفاق خاص لأن الدولة قد لا تكون لديها مصلحة في أن تنظر المحكمة في المسألة وقد ترفض الامتثال للحكم. على سبيل المثال، خلال أزمة الرهائن في إيران، رفضت إيران المشاركة في قضية رفعتها الولايات المتحدة على أساس بند حل وسط وارد في اتفاقية فيينا للعلاقات الدبلوماسية ولم تمتثل للحكم.[36] منذ سبعينيات القرن الماضي، انخفض استخدام مثل هذه البنود. تضع العديد من المعاهدات الحديثة نظامها الخاص لتسوية المنازعات، والذي غالبًا ما يستند إلى أشكال التحكيم.[37]
- ثالثًا، تسمح المادة 36 (2) للدول بإصدار إعلانات بند اختيارية بقبول اختصاص المحكمة. إن التسمية «الإجبارية» التي توضع أحيانًا على المادة 36 (2) الاختصاص القضائي تكون مضللة لأن الإعلانات الصادرة عن الدول طوعية. وعلاوة على ذلك، تتضمن العديد من الإعلانات تحفظات، مثل استبعاد أنواع معينة من المنازعات من الاختصاص القضائي(10).[38] قد يؤدي مبدأ المعاملة بالمثل إلى زيادة الحد من الاختصاص القضائي. اعتبارًا من فبراير 2011، كان لدى ستة وستين دولة إعلان سارٍ.[39] من بين الأعضاء الدائمين في مجلس الأمن، فقط المملكة المتحدة لديها إعلان. في السنوات الأولى للمحكمة، كانت معظم الإعلانات تصدر عن الدول الصناعية. منذ قضية نيكاراغوا، زادت الإعلانات الصادرة عن البلدان النامية، مما يعكس الثقة المتزايدة في المحكمة منذ الثمانينيات. زادت البلدان الصناعية، مع ذلك، في بعض الأحيان الاستبعادات أو إزالة إعلاناتها في السنوات الأخيرة. تشمل الأمثلة الولايات المتحدة، كما ذكرنا سابقًا، وأستراليا، التي عدلت إعلانها في عام 2002  م لاستبعاد النزاعات على الحدود البحرية(11)[40]
- أخيرًا، تنص المادة 36 (5) على الاختصاص على أساس الإعلانات الصادرة بموجب النظام الأساسي للمحكمة الدائمة للعدل الدولي. وبالمثل، تنقل المادة 37 من النظام الأساسي الاختصاص القضائي بموجب أي بند تسوية في معاهدة منحت الاختصاص القضائي لمحكمة العدل الدولية في فلسطين.
- بالإضافة إلى ذلك، قد يكون للمحكمة اختصاص على أساس الموافقة الضمنية (forum prorogatum). في حالة عدم وجود اختصاص قضائي واضح بموجب المادة 36، ينشئ الاختصاص القضائي إذا قبل المدعى عليه اختصاص محكمة العدل الدولية صراحة أو ببساطة دافع عن الأسس الموضوعية. نشأ هذا المفهوم في قضية قناة كورفو (1949)(12)، حيث رأت المحكمة أن رسالة من ألبانيا تفيد بأنها قدمت إلى اختصاص محكمة العدل الدولية كانت كافية لمنح اختصاص المحكمة.

### الاختصاص العرضي
إلى أن تصدر حكمًا نهائيًا، تتمتع المحكمة باختصاص الأمر بإجراءات مؤقتة لحماية حقوق أحد أطراف النزاع. يجوز لأحد طرفي النزاع أو كليهما تقديم طلب إلى محكمة العدل الدولية لإصدار تدابير مؤقتة. في قضية نزاع الحدود، قدم طرفا النزاع، بوركينا فاسو ومالي، طلبًا إلى المحكمة للإشارة إلى التدابير المؤقتة. الاختصاص العرضي للمحكمة مستمد من المادة 41 من النظام الأساسي للمحكمة. مثل الحكم النهائي، فإن أمر اتخاذ تدابير مؤقتة للمحكمة ملزم للدول الأطراف في النزاع. تختص محكمة العدل الدولية بالإشارة إلى التدابير المؤقتة فقط إذا كان الاختصاص الظاهري مُسْتوفًى.

### آراء استشارية

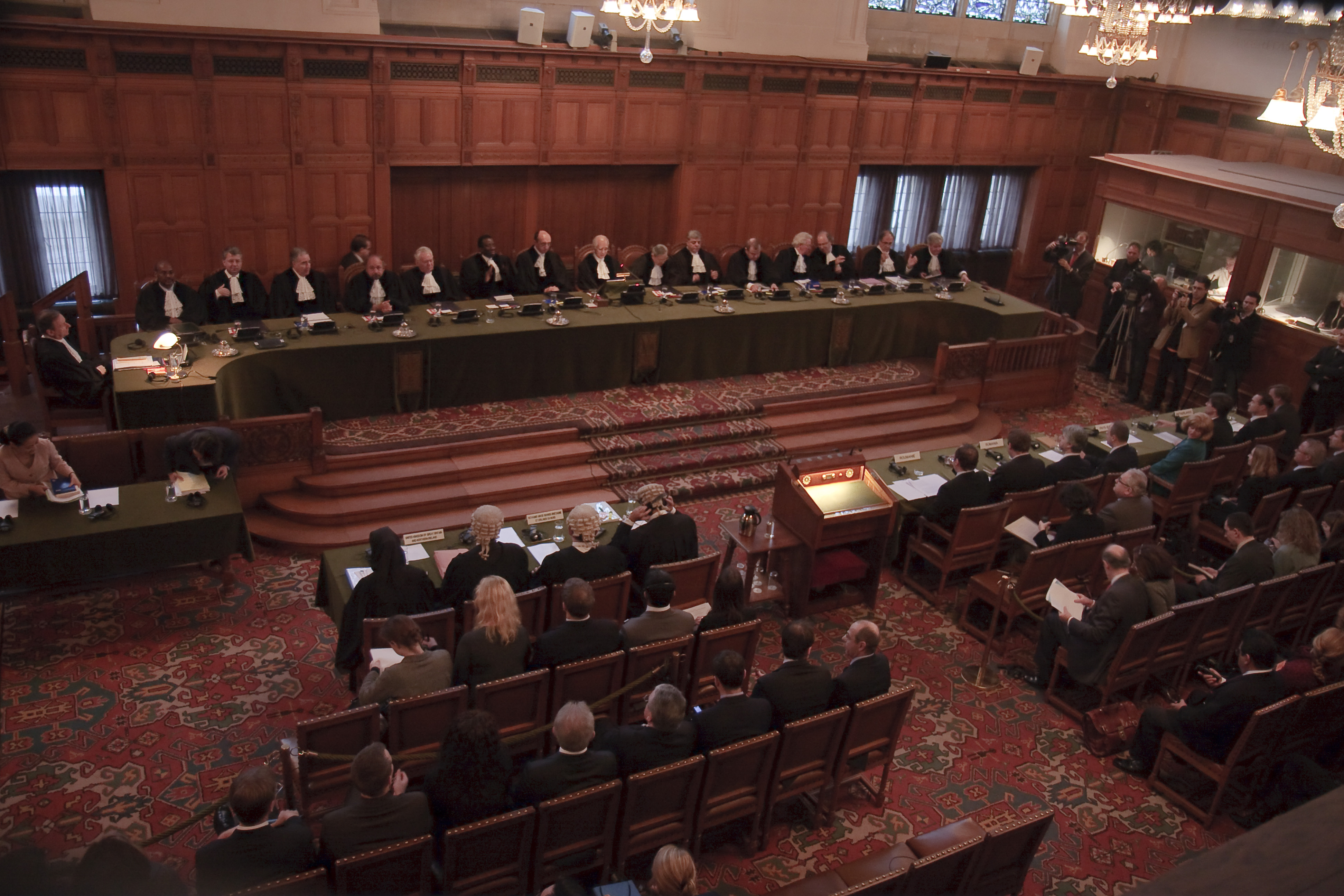
جلسة سماع "التوافق مع القانون الدولي لإعلان الاستقلال من جانب واحد من قبل مؤسسات الحكم الذاتي المؤقتة في كوسوفو"

الفتوى هي وظيفة من وظائف المحكمة مفتوحة فقط لهيئات ووكالات الأمم المتحدة المحددة. يمنح ميثاق الأمم المتحدة الجمعية العامة أو مجلس الأمن سلطة مطالبة المحكمة بإصدار رأي استشاري بشأن أي مسألة قانونية. لا يجوز للأجهزة الأخرى في الأمم المتحدة بدلاً من الجمعية العامة واللجنة الدائمة طلب رأي استشاري من محكمة العدل الدولية ما لم تأذن الجمعية العامة بذلك. تطلب الأجهزة الأخرى في الأمم المتحدة فقط رأي استشاري من المحكمة فيما يتعلق بالمسائل التي تدخل في نطاق أنشطتها. عند تلقي طلب، تقرر المحكمة الدول والمنظمات التي قد تقدم معلومات مفيدة وتمنحها فرصة لتقديم بيانات مكتوبة أو شفوية. كان القصد من الفتاوى أن تكون وسيلة يمكن لوكالات الأمم المتحدة من خلالها التماس مساعدة المحكمة في البت في القضايا القانونية المعقدة التي قد تندرج ضمن اختصاصاتكل منها.
من حيث المبدأ، الآراء الاستشارية للمحكمة ذات طابع استشاري فقط لكنها مؤثرة ومحترمة على نطاق واسع يمكن أن تنص بعض الصكوك أو اللوائح مقدمًا على أن الفتوى يجب أن تكون ملزمة على وجه التحديد لوكالات أو دول معينة، ولكنها بطبيعتها غير ملزمة بموجب النظام الأساسي للمحكمة. هذا الطابع غير الملزم لا يعني أن الفتاوى ليس لها أثر قانوني، لأن المنطق القانوني المتجسد فيها يعكس وجهات نظر المحكمة الرسمية بشأن قضايا مهمة من القانون الدولي. عند الوصول إليها، تتبع المحكمة أساسًا نفس القواعد والإجراءات التي تحكم أحكامها الملزمة الصادرة في القضايا الخلافية المقدمة إليها من قبل الدول ذات السيادة.
تستمد الفتوى مركزها وسلطتها من حقيقة أنها النطق الرسمي للجهاز القضائي الرئيسي للأمم المتحدة.
غالبًا ما كانت الآراء الاستشارية مثيرة للجدل لأن الأسئلة المطروحة كانت مثيرة للجدل أو تُوبعت القضية كطريقة غير مباشرة لتقديم قضية خلافية بالفعل إلى المحكمة. يمكن العثور على أمثلة للفتاوى في قسم الفتاوى في مقالة قائمة قضايا محكمة العدل الدولية. إحدى هذه الفتاوى المعروفة هي قضية الأسلحة النووية.

## أمثلة على القضايا الخلافية
- شكوى الولايات المتحدة عام 1980  م بأن إيران تحتجز دبلوماسيين أمريكيين في طهران في انتهاك للقانون الدولي.[45]
- خلاف بين تونس وليبيا على ترسيم حدود الجرف القاري بينهما.[46]
- شكوى من إيران بعد إسقاط طراد صاروخ موجه تابع للبحرية الأمريكية لطائرة إيران للطيران رقم 655.[47]
- نزاع حول مسار الحدود البحرية الفاصلة بين الولايات المتحدة وكندا في منطقة خليج مين.[48]
- شكوى جمهورية يوغوسلافيا الاتحادية ضد الدول الأعضاء في منظمة حلف شمال الأطلسي بشأن أفعالهم في حرب كوسوفو. وقد رُفِض هذا في 15 ديسمبر / كانون الأول 2004 بسبب الافتقار إلى الاختصاص القضائي، حيث لم تكن جمهورية يوغوسلافيا الاتحادية طرفًا في النظام الأساسي لمحكمة العدل الدولية وقت تقديم الطلب.[49]
- شكوى من جمهورية مقدونيا(13) بأن استخدام اليونان حق النقض على انضمامها إلى الناتو ينتهك الاتفاقية المؤقتة في 13 سبتمبر 1995[50] بين البلدين. بُت في الشكوى لصالح مقدونيا في 5 ديسمبر 2011.[51]
- شكوى من جمهورية الكونغو الديمقراطية بأن أوغندا قد انتهكت سيادتها وأن جمهورية الكونغو الديمقراطية قد خسرت موارد بمليارات الدولارات[52] تققر لصالح جمهورية الكونغو الديمقراطية.[53]
- شكوى من جمهورية الهند بشأن حكم بإعدام مواطن هندي، كولبوشان جادهاف، من قبل محكمة عسكرية باكستانية(14).[54]
- شكوى من جمهورية جنوب افريقيا بشأن الابادة الجماعية التي تعرض لها الشعب الفلسطيني في غزة من قبل اسرائيل.[55]

## العلاقة مع مجلس الأمن التابع للأمم المتحدة
تنص المادة 94 على وجوب امتثال جميع أعضاء الأمم المتحدة لقرارات المحكمة المتعلقة بهم. إذا لم تمتثل الأطراف، يمكن عرض القضية على مجلس الأمن لاتخاذ إجراءات الإنفاذ. هناك مشاكل واضحة مع طريقة الإنفاذ هذه. إذا كان الحكم ضد أحد الأعضاء الخمسة الدائمين في مجلس الأمن أو حلفائه، فإن أي قرار يتعلق بالإنفاذ سيستخدم حق النقض. حدث ذلك، على سبيل المثال، بعد قضية نيكاراغوا، عندما عرضت نيكاراغوا قضية عدم امتثال الولايات المتحدة لقرار المحكمة أمام مجلس الأمن. علاوة على ذلك، إذا رفض مجلس الأمن تنفيذ حكم ضد أي دولة أخرى، فلا توجد طريقة لإجبار الدولة على الامتثال. وعلاوة على ذلك، فإن الشكل الأكثر فعالية لاتخاذ إجراءات لمجلس الأمن، وهو العمل القسري بموجب الفصل السابع من ميثاق الأمم المتحدة، لا يمكن تبريره إلا إذا كان السلم والأمن الدوليين على المحك. لم يفعل مجلس الأمن ذلك قط حتى الآن.
في عام 1992  م، نظرت المحكمة في العلاقة بين محكمة العدل الدولية ومجلس الأمن، والفصل بين سلطاتهما في قضية بان آم. كان على المحكمة أن تنظر في طلب قدمته ليبيا لأمر بتدابير حماية مؤقتة لحماية حقوقها، التي زعمت أن المملكة المتحدة والولايات المتحدة تنتهكها بفرض عقوبات اقتصادية. كانت المشكلة أن هذه العقوبات قد أذن بها مجلس الأمن، مما أدى إلى تضارب محتمل بين مهام الفصل السابع لمجلس الأمن والوظيفة القضائية للمحكمة. قررت المحكمة، بأغلبية أحد عشر صوتًا مقابل خمسة، أنه لا يمكنها الأمر بالتدابير المؤقتة المطلوبة لأن الحقوق التي تطالب بها ليبيا، حتى لو كانت مشروعة بموجب اتفاقية مونتريال، لا يمكن اعتبارها مناسبة للوهلة الأولى لأن الإجراء صدر بأمر من مجلس الأمن. وفقًا للمادة 103 من ميثاق الأمم المتحدة، فإن الالتزامات المنصوص عليها في الميثاق لها الأسبقية على الالتزامات التعاهدية الأخرى. ومع ذلك، أعلنت المحكمة قبول الطلب في عام 1998  م. لم يصدر قرار بشأن الأسس الموضوعية منذ أن قامت الأطراف(15) بتسوية القضية خارج المحكمة في عام 2003  م.
كان هناك إحجام واضح من جانب أغلبية المحكمة عن التورط في نزاع بطريقة تجعله يحتمل أن يتعارض مع المجلس. وذكرت المحكمة في قضية نيكاراغوا أنه لا يوجد تناقض ضروري بين الإجراءات التي يتخذها مجلس الأمن والبت في محكمة العدل الدولية. ومع ذلك، عندما يكون هناك مجال للصراع، يبدو أن التوازن لصالح مجلس الأمن.
إذا أخفق أي من الطرفين في «أداء الالتزامات المفروضة عليه بموجب حكم صادر عن المحكمة»، فقد يُطلب من مجلس الأمن «تقديم توصيات أو اتخاذ قرار بشأن التدابير» إذا رأى مجلس الأمن أن هذه الإجراءات ضرورية. في الممارسة العملية، قُيدت صلاحيات المحكمة بسبب عدم استعداد الطرف الخاسر للالتزام بحكم المحكمة وعدم استعداد مجلس الأمن لفرض العواقب. ومع ذلك، من الناحية النظرية، «فيما يتعلق بأطراف القضية، يكون حكم المحكمة ملزمًا ونهائيًا وغير قابل للاستئناف»، و«بالتوقيع على الميثاق، تتعهد الدولة العضو في الأمم المتحدة بالامتثال لأي قرار محكمة العدل الدولية في قضية هي طرف فيها».
على سبيل المثال، قبلت الولايات المتحدة سابقًا الاختصاص الإلزامي للمحكمة عند إنشائها في عام 1946  م ولكن في عام 1984  م، بعد قضية نيكاراغوا ضد. سحبت الولايات المتحدة قبولها بعد حكم المحكمة الذي دعا الولايات المتحدة إلى «التوقف والامتناع» عن «الاستخدام غير القانوني للقوة» ضد حكومة نيكاراغوا. وقضت المحكمة(16) بأن الولايات المتحدة «انتهكت التزاماتها بموجب معاهدة الصداقة مع نيكاراغوا بعدم استخدام القوة ضد نيكاراغوا» وأمرت الولايات المتحدة بدفع تعويضات الحرب.

## تطبيق القانون
عند الفصل في القضايا، تطبق المحكمة القانون الدولي على النحو الملخص في المادة 38 من النظام الأساسي لمحكمة العدل الدولية، والتي تنص على أنه عند التوصل إلى قراراتها، يجب على المحكمة تطبيق الاتفاقيات الدولية والعرف الدولي و«المبادئ العامة للقانون التي تعترف بها الدول المتحضرة». قد يشير أيضًا إلى الكتابة الأكاديمية(17) والقرارات القضائية السابقة للمساعدة في تفسير القانون على الرغم من أن المحكمة غير ملزمة رسميًا بقراراتها السابقة بموجب مبدأ التحديق. توضح المادة 59 أن مفهوم القانون العام للسوابق أو التحديق لا ينطبق على قرارات محكمة العدل الدولية. يُلزم قرار المحكمة فقط الأطراف في هذا الخلاف بعينه. بموجب 38 (1) (د)، يجوز للمحكمة أن تنظر في قراراتها السابقة.
إذا اتفق الطرفان، فيجوز لهما أيضًا منح المحكمة الحرية في أن تقرر حسب العدل والإنصاف، منح محكمة العدل الدولية حرية اتخاذ قرار عادل بناءً على ما هو عادل في ظل الظروف. لم يُستخدم هذا الحكم في تاريخ المحكمة. حتى الآن، نظرت محكمة العدل الدولية في حوالي 130 قضية.

## الإجراءات
لمحكمة العدل الدولية سلطة وضع قواعدها الخاصة. ترد إجراءات المحكمة في لائحة محكمة العدل الدولية لعام 1978 (بصيغتها المعدلة في 29 أيلول / سبتمبر 2005).
تتبع القضايا المعروضة على محكمة العدل الدولية النمط القياسي. تُرفع الدعاوى من قبل مقدم الطلب، والذي يقدم مذكرة مكتوبة تحدد أساس اختصاص المحكمة ومزايا دعواها. يجوز للمدعى عليه قبول اختصاص المحكمة وتقديم مذكرته الخاصة بشأن موضوع الدعوى.

### الاعتراضات الأولية
يجوز للمدعى عليه الذي لا يرغب في الخضوع لاختصاص المحكمة رفع اعتراضات أولية. يجب الحكم على أي اعتراضات من هذا القبيل قبل أن تتمكن المحكمة من معالجة مزايا مطالبة مقدم الطلب. في كثير من الأحيان، تُعقد جلسة استماع علنية منفصلة بشأن الاعتراضات الأولية وستصدر المحكمة حكمًا. عادة ما يقدم المدعى عليهم اعتراضات أولية على اختصاص المحكمة و/ أو مقبولية القضية. يشير عدم المقبولية إلى مجموعة من الحجج حول العوامل التي يجب أن تأخذها المحكمة في الاعتبار عند تقرير الاختصاص، مثل حقيقة أن القضية ليست قابلة للتقاضي أو أنها ليست «نزاعًا قانونيًا».
بالإضافة إلى ذلك، يمكن تقديم الاعتراضات لأن جميع الأطراف الضرورية ليست أمام المحكمة. إذا كانت القضية تتطلب بالضرورة من المحكمة أن تحكم في حقوق والتزامات دولة لم توافق على اختصاص المحكمة، فإن المحكمة لا تشرع في إصدار حكم بشأن الأسس الموضوعية.
إذا قررت المحكمة أنها تتمتع بالاختصاص القضائي وكانت القضية مقبولة، يُطلب من المدعى عليه تقديم مذكرة تتناول مزايا مطالبة مقدم الطلب. بمجرد تقديم جميع الحجج المكتوبة، تعقد المحكمة جلسة استماع علنية بشأن الأسس الموضوعية.
بمجرد رفع الدعوى، يجوز لأي طرف (عادة مقدم الطلب) طلب أمر من المحكمة لحماية الوضع الراهن في انتظار جلسة الاستماع في القضية. تُعرف مثل هذه الأوامر بالإجراءات المؤقتة وهي مماثلة للأوامر العارضة في قانون الولايات المتحدة. تسمح المادة 41 من القانون للمحكمة بإصدار مثل هذه الأوامر. يجب أن تقتنع المحكمة بامتلاكها اختصاصًا أوليًا للنظر في مزايا القضية قبل أن تمنح تدابير مؤقتة.

### تطبيقات للتدخل
في الحالات التي تتأثر فيها مصالح دولة ثالثة، قد يُسمح لتلك الدولة بالتدخل في القضية والمشاركة كطرف كامل. بموجب المادة 62، يجوز تطبيق دولة «ذات مصلحة ذات طبيعة قانونية»؛ ومع ذلك، فإن السماح بالتدخل من عدمه هو من اختصاص المحكمة. طلبات التدخل نادرة، وحدث أول تطبيق ناجح فقط في عام 1991  م.

### الحكم وسبل الانتصاف
بمجرد إجراء المداولة، تصدر المحكمة رأي الأغلبية. يجوز للقضاة الأفراد إصدار آراء متفق عليها (إذا وافقوا على النتيجة التي تم التوصل إليها في حكم المحكمة لكنهم اختلفوا في منطقهم) أو آراء مخالفة (إذا اختلفوا مع الأغلبية). لا يوجد استئناف ممكن، ولكن يجوز لأي طرف أن يطلب من المحكمة توضيح ما إذا كان هناك نزاع حول معنى أو نطاق حكم المحكمة.

## انتقادات
انتُقدت المحكمة الدولية فيما يتعلق بأحكامها وإجراءاتها وسلطتها. كما هو الحال مع انتقادات الأمم المتحدة، يشير العديد من هذه الانتقادات إلى السلطة العامة الموكلة إلى الهيئة من قبل الدول الأعضاء من خلال ميثاقها أكثر مما تشير إلى مشاكل محددة تتعلق بتكوين القضاة أو أحكامهم. تشمل الانتقادات الرئيسية ما يلي:
- يقتصر الاختصاص «الإجباري» على الحالات التي يتفق فيها الطرفان على الخضوع لقرارها، وبالتالي تميل حالات العدوان إلى التصعيد تلقائيًا والبت فيها من قبل مجلس الأمن. وفقًا لمبدأ السيادة في القانون الدولي، لا توجد أمة أعلى أو أدنى من دولة أخرى. لذلك، لا يوجد كيان يمكنه إجبار الدول على ممارسة القانون أو معاقبة الدول في حالة حدوث أي انتهاك للقانون الدولي. لذلك، فإن غياب القوة الملزمة يعني أنه لا يتعين على الدول الـ193 الأعضاء في محكمة العدل الدولية بالضرورة قبول الاختصاص القضائي. علاوة على ذلك، فإن العضوية في الأمم المتحدة ومحكمة العدل الدولية لا تمنح المحكمة الاختصاص القضائي التلقائي على الدول الأعضاء، ولكن الذي يهم هو موافقة كل دولة على اتباع الاختصاص القضائي.
- لا يمكن للمنظمات والشركات الخاصة والأفراد رفع قضاياهم إلى المحكمة الدولية أو استئناف حكم المحكمة العليا الوطنية. وبالمثل لا يمكن لوكالات الأمم المتحدة رفع قضية إلا للفتاوى (وهي عملية تبادر بها المحكمة وغير ملزمة). يمكن للدول فقط رفع القضايا وتصبح المدعى عليها في القضايا. وهذا يعني أيضًا أن الضحايا المحتملين للجرائم ضد الإنسانية، مثل المجموعات العرقية الصغيرة أو الشعوب الأصلية، قد لا يحظون بالدعم المناسب من الدولة.
- المحاكم الموضوعية الدولية القائمة الأخرى، مثل المحكمة الجنائية الدولية، ليست تحت مظلة المحكمة الدولية. على عكس محكمة العدل الدولية، تعمل المحاكم المواضيعية الدولية مثل المحكمة الجنائية الدولية بشكل مستقل عن الأمم المتحدة. مثل هذا الهيكل المزدوج بين مختلف المحاكم الدولية يجعل من الصعب على المحاكم أحيانًا الانخراط في اختصاص قضائي فعال وجماعي.
- لا تتمتع المحكمة الدولية بفصل كامل بين السلطات، حيث يستطيع الأعضاء الدائمون في مجلس الأمن استخدام حق النقض (الفيتو) على إنفاذ القضايا، حتى تلك التي وافقوا على الالتزام بها.[11] نظرًا لأن الاختصاص القضائي ليس له قوة ملزمة بحد ذاته، في كثير من الحالات، يتم الفصل في حالات العدوان من قبل مجلس الأمن من خلال اتخاذ قرار، وما إلى ذلك. وبالتالي، هناك احتمال أن تتجنب الدول الدائمة العضوية في مجلس الأمن المسؤولية القانونية التي تثيرها محكمة العدل الدولية، كما هو موضح في مثال قضية نيكاراغوا ضد. الولايات المتحدة.

## روابط خارجية
- محكمة العدل الدولية، الموقع الرسمي
- معرض الوسائط المتعددة ICJ (الصور ومقاطع الفيديو وتدفق الويب)
- قائمة القضايا التي نظرت نسخة محفوظة 22 أكتوبر 2022 على موقع واي باك مشين. فيها محكمة العدل الدولية منذ إنشائها عام 1946
- مكتبة قصر السلام - دليل أبحاث محكمة العدل الدولية
- النظام الأساسي لمحكمة العدل الدولية بشأن AVL للأمم المتحدة : ملخص للتاريخ الإجرائي، وقائمة بالوثائق التحضيرية المختارة والمواد السمعية البصرية المتعلقة بالمفاوضات واعتماد النظام الأساسي.
- المحكمة الجنائية الدولية: انظر أيضًا، محكمة لمحاكمة الأفراد على جرائم الإبادة الجماعية والجرائم ضد الإنسانية وجرائم الحرب وجريمة العدوان.
- CIJ محكمة العدل الدولية: محكمة العدل الدولية على موقع يوتيوب

## للقراءة

### منشورات عن المحكمة
- Accinelli, R. D. "Peace Through Law: The United States and the World Court, 1923-1935". Historical Papers / Communications historiques, 7#1 (1972) 247–261.
- Bowett, D W. The International court of justice : process, practice and procedure (British Institute of International and Comparative Law: London, 1997).
- Dunne, Michael. "Isolationism of a Kind: Two Generations of World Court Historiography in the United States," Journal of American Studies (1987) 21#3 pp 327–351.
- Kahn, Gilbert N. "Presidential Passivity on a Nonsalient Issue: President Franklin D. Roosevelt and the 1935 World Court Fight." Diplomatic History 4.2 (1980): 137–160.
- Kolb, Robert, The International Court of Justice نسخة محفوظة 29 يونيو 2016 على موقع واي باك مشين. (Hart Publishing: Oxford, 2013).
- Kwiatkowska, Barbara, "Decisions of the World Court Relevant to the UN Convention on the Law of the Sea". Relevant to the UNCLOS, dedicated to Former ICJ President Stephen M. Schwebel (Brill, 2010)
- Patterson, David S. "The United States and the origins of the world court." Political Science Quarterly 91.2 (1976): 279–295. online
- Rosenne S., Rosenne's the world court: what it is and how it works 6th ed (Leiden: Martinus Nijhoff, 2003).
- Van Der Wolf W. & De Ruiter D., "The International Court of Justice: Facts and Documents About the History and Work of the Court" (International Courts Association, 2011)
- Wilde، Ralph؛ Charlesworth، Hilary؛ Schrijver، Nico؛ Krisch، Nico؛ Chimni، B. S.؛ Gowlland-Debbas، Vera؛ Klabbers، Jan؛ Yee، Sienho؛ Shearer، Ivan (11 ديسمبر 2011). "United Nations Reform Through Practice: Report of the International Law Association Study Group on United Nations Reform". DOI:10.2139/ssrn.1971008. {{استشهاد بدورية محكمة}}: الاستشهاد بدورية محكمة يطلب |دورية محكمة= (مساعدة)
- Sienho Yee, Article 38 of the ICJ Statute and Applicable Law: Selected Issues in Recent Cases, 7 Journal of International Dispute Settlement (2016), 472–498.
- Andreas Zimmermann, Christian Tomuschat, Karin Oellers-Frahm & Christian J. Tams (eds.), The Statute of the International Court of Justice: A Commentary (2d. ed. October 2012, Oxford University Press).

### محاضرات قانونية
- Lecture by Awn Shawkat Al-Khasawneh entitled Reflections on the Jurisdiction of the International Court of Justice in the Lecture Series of the United Nations Audiovisual Library of International Law
- Lecture by Mohamed Bennouna entitled La Cour internationale de Justice, juge des souverainetés? in the Lecture Series of the United Nations Audiovisual Library of International Law
- Lecture by Philippe Couvreur entitled La Cour internationale de Justice in the Lecture Series of the United Nations Audiovisual Library of International Law
- Lecture by Vera Gowlland-Debbas entitled The International Court of Justice as the Principal Judicial Organ of the United Nations in the Lecture Series of the United Nations Audiovisual Library of International Law
- Lecture by Mariko Kawano entitled Some Salient Features of the Contemporary International Disputes in the Precedents of the International Court of Justice in the Lecture Series of the United Nations Audiovisual Library of International Law
- Lecture by Mariko Kawano entitled International Court of Justice and Disputes Involving the Interests of Third Parties to the Proceedings or the Common Interests of the International Community as a Whole or of the Community Established by a Convention in the Lecture Series of the United Nations Audiovisual Library of International Law
- Lecture by Edward McWhinney entitled Judicial Activism and the International Court of Justice in the Lecture Series of the United Nations Audiovisual Library of International Law
- Lecture by Alain Pellet entitled Conseil devant la Cour internationale de Justice in the Lecture Series of the United Nations Audiovisual Library of International Law
- Lecture by Jiuyong Shi entitled The Present and Future Role of the International Court of Justice in the Peaceful Settlement of International Disputes in the Lecture Series of the United Nations Audiovisual Library of International Law

## الهوامش
- 1: نيكاراغوا ضد الولايات المتحدة.
- 2: قانون ما بعد الشيوعية الآن.
- 3: بما في ذلك قاضي القانون المدني الناطق بالفرنسية، وواحد من القانون العام الناطق باللغة الإنجليزية وواحد عربي.
- 4: فرنسا، والاتحاد السوفيتي، والصين، والمملكة المتحدة، والولايات المتحدة.
- 5: رأي طلبته منظمة الصحة العالمية، [1996] تقارير محكمة العدل الدولية.66
- 6: إذا لم يكن هناك أحد من مواطني ذلك الطرف جالسًا في المحكمة.
- 7: على الرغم من عدم استخدامها مطلقًا.
- 8: إجراءات الخصومة التي تسعى إلى تسوية نزاع.
- 9: الاختصاص القائم على «اتفاق خاص» أو «حل وسط».
- 10: الاختصاص الموضوعي.
- 11: على الأرجح لمنع تحدي وشيك من تيمور الشرقية، التي حصلت على استقلالها بعد شهرين.
- 12: المملكة المتحدة ضد ألبانيا.
- 13: جمهورية مقدونيا اليوغوسلافية السابقة.
- 14: على أساس مزاعم التجسس والأنشطة التخريبية.
- 15: المملكة المتحدة والولايات المتحدة وليبيا
- 16: خالف القاضي الأمريكي فقط.
- 17: «تعاليم الدعاة الأكثر تأهيلًا من الدول المختلفة»

## مواقع خارجية
موقع محكمة العدل الدولية على الشبكة